# Heteropygas oppilata
Heteropygas oppilata là một loài bướm đêm trong họ Noctuidae.